# Chêne-en-Semine
Chêne-en-Semine este o comună în departamentul Haute-Savoie din sud-estul Franței. În 2009 avea o populație de 387 de locuitori.

## Evoluția populației
| An        | 1975 | 1982 | 1990 | 1999 | 2006 | 2009 |
| --------- | ---- | ---- | ---- | ---- | ---- | ---- |
| Populație | 183  | 198  | 234  | 257  | 349  | 387  |